# Manuela Saborido Muñoz
Manuela Saborido Muñoz, más conocida por su nombre artístico Manolita Chen, (Arcos de la Frontera, 1 de octubre de 1943) es una artista y empresaria española, conocida por ser una de las primeras mujeres transexuales a la que se le reconoció el derecho de adopción en 1985, y por ser un referente del colectivo LGTBI en España.

## Trayectoria
Saborido nació en Arcos de la Frontera, Cádiz. Su padre murió a causa del alcoholismo cuando era pequeña, y su madre quedó viuda y a cargo de sus once hermanos. Desde niña se identificó como mujer, por lo que su familia y parte de su entorno la rechazaron por su identidad de género. A los seis años trabajó limpiando casas a cambio de comida y a los once como aprendiz de zapatera.
Por un tiempo, Saborido se hizo cargo del negocio familiar, la taberna María la Viuda, convirtiéndola en un lugar de referencia de la zona por evolucionar el concepto de servicio y calidad, hasta que la alcaldía decidió cerrarlo. Este hecho le hizo emigrar a Villanueva y Geltrú, Barcelona, a principio de la década de 1960, donde trabajó como albañil, limpiadora, de ayudante de cocina y como repartidora de periódicos. La pobreza y los maltratos que Saborido sufrió durante su niñez y juventud, la llevaron a París, donde se convirtió en vedette con solo 16 años. Luego fue destinada a Córdoba para cumplir con el servicio militar obligatorio del Franquismo, pero debido a los maltratos de sus compañeros y a que no pasó las pruebas físicas de ingreso, le asignaron a Jerez como jefa de cocina.
Saborido se casó dos veces, la primera con 20 años, y la segunda en 1966, con 24 años, un matrimonio que duró 28 años. En 1969 se operó en Casablanca y luego se instaló en Barcelona e inició su carrera artística como cantante de copla. Fue contratada por Paco España, y empezó a actuar en varios teatros españoles. Fuera de España se presentó en París, Roma, Berlín, San Francisco y Las Vegas. Perteneció a las compañías de Juanito Navarro y también actuó junto a Lola Flores y a Juanito Valderrama. Tras consolidar su carrera, creó su propia compañía, llamada Manolita Chen. A pesar de su popularidad, le aplicaron tres veces la Ley de vagos y maleantes.
Durante la transición española se convirtió en activista por los derechos LGTB y participó en las primeras manifestaciones que se realizaron en el país para apoyar esta causa, y visitó en diferentes oportunidades el Pasaje Begoña de Torremolinos. A inicios de la década de 1980, abandonó su carrera artística para convertirse en empresaria de la hostelería de Arcos, abrió los cabarés El Camborio, El Rincón Andaluz y La Cuadra y el restaurante Los Tres Caminos; locales que recibieron clientes de todo el país.
En marzo de 1985, Saborido se convirtió en la primera madre adoptiva transexual del país, de su primera hija María, con síndrome de Down, y luego de Alfonso y José, ambos con parálisis cerebral. Fue también la primera mujer transexual visible entrevistada en la Televisión Española, en el programa de José María Íñigo en los años 80. Poco después, se divorció y pasó por una depresión que casi la llevó a la ruina, por lo que tuvo que cerrar sus negocios.
Saborido fue condenada por un delito relacionado con su exesposo y el tráfico de estupefacientes que la llevó a prisión en 2004, aunque declaró con posterioridad que tuvo que declararse culpable a pesar de no serlo. Estuvo detenida durante nueve meses en la cárcel de Puerto II de Cádiz, durante este tiempo Saborido se convirtió en la jefa de la biblioteca del centro penitenciario y se dedicó a cuidar de los reclusos enfermos y con dificultades.
Durante su vida, fue coleccionado piezas decorativas y antigüedades de estilo isabelino para su casa, y en agosto de 2013 la convirtió en un museo, donde el dinero que recibe por la venta de entradas lo dedica a la ayuda social de la gente de su ciudad natal.
En 2021, constituyó la Fundación Manuela Saborido. Manolita Chen. Arcos de la Frontera. Con el propósito de "promover el legado de doña Manuela Saborido como activista a favor del colectivo LGTBI y de otros colectivos desfavorecidos, así como fomentar y dar a conocer todas las causas sociales y luchas por la igualdad de derechos que forman parte de su vida". Para el funcionamiento de su Fundación, donó todo su patrimonio inmobiliario y obras de arte, lo que le ayudó a inaugurar, junto a un acuerdo de colaboración con la entidad Inserta Andalucía, la primera casa de acogida que sirve de refugio a personas que han sufrido rechazo por formar parte de la comunidad LGTBI, ubicada en Arcos de la Frontera y que forma parte del proyecto de la Fundación, de crear un red de éstas entre Cádiz y Sevilla. Desde 2023, la Fundación tiene su sede en el Espacio Internacional de Innovación Social, Cultural y Tecnológica ‘Flora Tristán' de la Universidad Pablo de Olavide de Sevilla.

## Reconocimientos y premios
Saborido no solo es reconocida por ser una de las primeras artistas transexuales en hacerse un lugar en la escena española, sino porque además es un referente de la lucha del colectivo LGBT. La Asociación de Transexuales de Andalucía (ATA) le otorgó en 2014 un premio a su trayectoria en la lucha por la libertad, por la normalización, visibilización y por su valentía en una época donde ser transexual era un delito.
La escritora y documentalista española, Valeria Vegas, dedicó en 2016 su primer documental, Manolita, la Chen de Arcos, a la vida de Saborido, en el que Vegas como directora, cuenta durante 60 minutos, el proceso de adopción que atravesó Saborido como primera madre transexual en España; así como algunos hechos de su carrera artística y como empresaria. Este mismo año, este trabajo fue galardonado como Mejor documental español, por el jurado de la 21.ª edición del Festival Internacional de Cine LGBT de Madrid, LesGaiCineMad, el más importante de esta temática en los países de habla hispana y que organiza la Fundación Triángulo desde 1996. Además, este documental se ha proyectado en diferentes eventos, como en el II Festival Cultura con Orgullo de Sevilla en 2018, o en el Ateneo de Madrid, en junio de 2019, que organizó la plataforma Liga Artístico-Cultural AntiHomofobia (LACAH) con motivo del mes de la diversidad.
En 2018, Saborido fue la primera pregonera del Orgullo Serrano de Cádiz en su quinta edición, evento en el que además se dedicó un homenaje a su vida. El 13 de junio de 2019, Saborido, José García Fernández y Juan Bellido, recibieron un reconocimiento como representantes del colectivo LGTBI, que entregó el Ayuntamiento de Cádiz, en el Acto de Memoria LGTBI. Esta actividad formó parte de la programación de Cádiz con Orgullo 2019: historia, lucha y memoria, en el marco de la celebración de la semana del Orgullo LGTBI y de la aprobación del I Plan contra la Lgtbifobia y en favor de la diversidad afectivo sexual y de género de la ciudad de Cádiz, en cumplimiento del objetivo de "reivindicar la figura de gaditanos y gaditanas LGTBI y su contribución al desarrollo de la ciudad”.
Gracias al impulso de la Fundación Pasaje Begoña, en 2020, recibió el Premio +Social en la categoría de personas LGTBI y sus familiares. Este premio es otorgado por la Junta de Andalucía desde 2017, como reconocimiento a la "labor y el compromiso de las entidades o personas que aportan un 'plus' a la sociedad en trabajos que mejoran la vida de los más vulnerables".
En 2022, Saborido recibió el Premio Arcoíris de Jerez, al reconocerla como una “luchadora incansable por los derechos de las personas transexuales, que se ha convertido en todo un referente del colectivo LGTBI+”, y poniendo en valor su trayectoria debido a que “desde su nacimiento sufrió la discriminación de quien se siente diferente y quiere ser libre”; galardón que se otorga desde 2016, como parte de la programación del Orgullo LGTBIQA+ del Ayuntamiento de Jerez de la Frontera, con el propósito de "reconocer la labor de aquellas personas o entidades que trabajan para la erradicación de la discriminación y las desigualdades por orientación sexual o identidad de género". Este mismo año, fue invitada como pregonera de la fiesta del Orgullo LGTBI en Algeciras. También, recibió en octubre, la Condecoración de Oro de los Premios Roja Directa; evento en el que además fue galardonada la Guardia Civil y la agente, miembro del colectivo LGTBI, en su discurso pidió disculpas a Saborido por el trato que los miembros de su institución le dieron en el pasado.
El director de cine español, Rafael Robles Gutiérrez más conocido como Rafatal, estrenó en el Festival de Málaga de 2023, el documental TransUniversal, que cuenta la historia de la lucha por el reconocimiento de los derechos de las personas Trans, en el que Saborido hace de hilo conductor del relato, junto a otras 20 personas: Daniela Santiago, Rodrigo Cuevas, Bruno Campos, Divino, Ángelo Néstore, Elizabeth Duval, La Prohibida, Pink Chadora, Mar Cambrollé, Martina Benvenutto, Lara Sajen, Topacio Fresh, Cris Calvente, Ángel Calvente, Ethan Alcaraz, Carla Antonelli, Martín Moniche, Valeria Vegas, Juani Ruiz y Samantha Hudson. En marzo de este mismo año, con motivo de la conmemoración del Día Internacional de la Visibilidad Trans, la Universidad de Huelva y el Ayuntamiento de Huelva organizaron un encuentro en el que Saborido fue invitada a hablar sobre su vida y trayectoria. También formó parte de la exposición Unos cuerpos son como flores. Naturalezas trans, exhibida en el Espacio Santa Clara de Sevilla, comisariada por el pintor español Pablo Peinado, que contiene 140 retratos realizados por 40 fotógrafos, en los que se Saborido es una de las cinco protagonistas, junto a Nacha la Macha, Blanca Mateos, Candela García López y Deborah Santa Cruz.
Tiene una calle con su nombre en Torremolinos, llamada "Pasaje Manolita Chen", que se ubica entre los números 5 y 7 de la avenida Isabel Manoja y la calle Montmartre, fue aprobada en pleno en febrero de 2023, tras la propuesta de la Asociación Pasaje Begoña.

## Disputa sobre el nombre artístico Manolita Chen
Gracias a la fama cosechada por la artista y empresaria de circo Manuela Fernández Pérez, más conocida como Manolita Chen, durante la transición española, la competencia circense ideó una estrategia creando una travesti que hiciera de su doble. Así apareció Saborido, quien utilizó el nombre artístico de Fernández, versionó algunos de sus sketches,y empezó a trabajar en el Paralelo de Barcelona. Esta situación generó una gran confusión entre los admiradores quienes dudaron del género de la verdadera Manolita y de la credibilidad de la que gozaba el Teatro Chino de Manolita Chen. La situación fue llevada a un juzgado de Sevilla donde se verificó que ninguna de las dos tenía registrado legalmente el nombre Manolita Chen, por lo que el pleito se resolvería, si ambas partes llegaban a un acuerdo, pero Fernández murió sin dar su conformidad.